# ISO 13851
Die Norm ISO 13851 ist eine sicherheitsspezifische Norm. Sie ist als EN ISO 13851 im Amtsblatt der EU unterhalb der Maschinenrichtlinie gelistet. Daher geht von ihr die Vermutungswirkung bei der Konformitätsbewertung von Maschinen aus.

## Einordnung
Gegenstand sind Zweihandschaltungen für die Steuerung von gefahrbringenden Maschinenbewegungen. Sowohl die Auswahl als auch die verschiedenen Typen werden von der Norm behandelt. Des Weiteren werden die damit gesteuerten Sicherheitsfunktionen wie das Verhindern eines unerwarteten Anlaufs nach ISO 14118, das Loslassen der Stellteile sowie die synchrone Betätigung bei Geräten des Typs III beschrieben. Versehentliches Betätigen, Umgehen sowie Ergonomie sind ebenfalls von der Norm abgedeckt.
Geräte, die dieser Norm entsprechen, müssen unter Angabe der Norm sowie des Gerätetyps gekennzeichnet werden.